# Manifestacions del 24 d'agost de 1994 a l'hospital Filtro

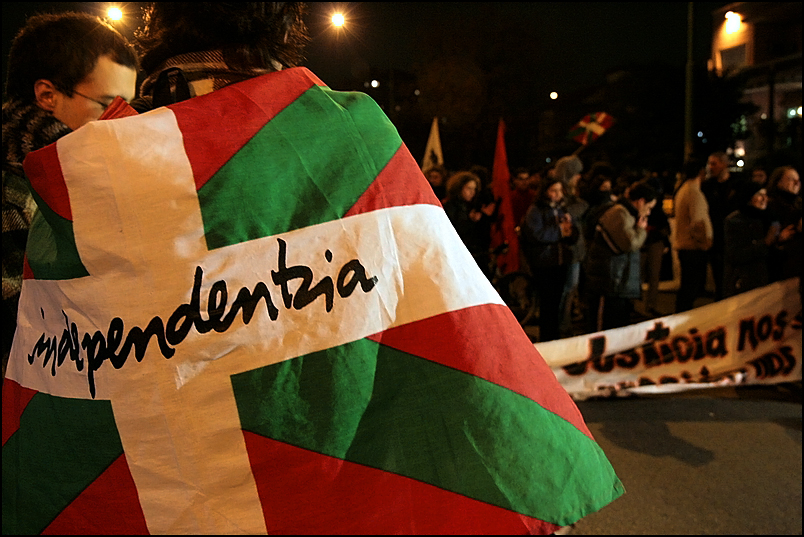
Manifestació independentista basca a Montevideo, Uruguai.

Els successos de l'hospital Filtro, o massacre de Jacinto Vera (el nom del barri on està situada la instal·lació), va tenir lloc el 24 d'agost de 1994 a Montevideo (Uruguai), durant la presidència de Luis Alberto Lacalle (Partit Nacional). Aquestes manifestacions van promoure el respecte al dret d'asil i es van oposar a l'extradició de tres presumptes membres de l'ETA. Durant els fets, la policia va disparar els assistents, morint un jove obrer de 24 anys, Fernando Moroni, i Roberto Facal, estudiant d'arquitectura, mentre que un infermer va resultar ferit per l'impacte de quatre bales. En total, 44 policies i 31 civils van resultar ferits i dos manifestants morts: va ser la repressió més brutal des de la transició democràtica uruguaiana.

## Situació dels bascos
El 12 d'agost de 1994 els bascos presos van iniciar una nova vaga de fam perquè -segons van expressar en carta enviada a la premsa- "se senten traïts pel poder Executiu que ens dona l'esquena per a somriure a l'oferiment de nous premis per part del govern espanyol", sol·licitant que el govern uruguaià es mantingués "neutral". El diumenge 21 d'agost la Taula Política del Front Ampli va resoldre donar suport als etarres i convocar als militants del partit, organitzacions gremials, socials i dels barris, a participar i a donar suport a una manifestació a iniciar-se l'endemà, a la Plaça Fabini, per recórrer tota la ciutat fins a arribar a l'Hospital Filtro "en defensa de la vida i del dret d'asil".
A l'Hospital Filtro hi eren els tres bascos Jesús María Goitia, Mikel Ibáñez i Luis Lizarride per a seguir l'evolució de la seva salut, mentre el Ministeri de l'Interior a càrrec d'Ángel María Gianola preparava l'extradició amatent per la Justícia en concloure els tràmits corresponents. Gianola va declarar que "en funció del sobreseïment resolt en els últims dies, els ciutadans bascos estan en condició de ser extradits (...) Naturalment, les circumstàncies actuals i les condicions de salut dels detinguts poden posposar per uns dies el tema, però hem complert amb totes les normes de dret vigents, per tant no tenen viabilitat les peticions realitzades. La Justícia s'ha pronunciat i al Poder Executiu li correspon executar la resolució. No correspon l'asil polític, correspon que es compleixi la legislació vigent, hi ha una sentència d'extradició i el Poder Executiu l'única cosa que pot fer és complir amb aquesta sentència."

## Els successos
L'esquerra radical va organitzar una manifestació massiva. A través de l'ona de CX 44 Ràdio Panamericana es va iniciar, primer una convocatòria per a assistir als voltants de l'Hospital Filtro i després una tasca d'agitació per a resistir l'acció de les forces policials. En la nit del 24 d'agost de 1994 la zona adjacent a l'Hospital Filtro es va convertir en l'escenari de fets de violència.
Els funcionaris de la custòdia policial instal·lats a l'Edifici Libertad, a uns tres-cents metres de l'Hospital, van constatar que terceres persones havien interferit la freqüència policial. Varis dels manifestants es comunicaven entre si per mitjà de walkie-talkies orientant els avanços o reculades dels grups d'agitadors, abans i durant els enfrontaments.
La intersecció de les avingudes enfront de l'Edifici Libertad es va convertir en un escenari sobre el qual desenes de manifestants corrien, procurant evadir l'acció policial o per a aixoplugar-se dels tirs que van començar a sentir-se després de les 20 hores. A través de la televisió, en directe, la població seguia aquell enfrontament, observant-se l'acció del cos de Coraceros amb els seus cavalls perseguint als manifestants, així com les refregues de tota classe.
Esteban Massa, un infermer que va intentar socórrer a una de les víctimes, va rebre quatre tirs per l'esquena. A les 20 hores Fernando Morroni, un jove de 24 anys, va morir en rebre tres tirs. Carlos Alejandro Font, de 18 anys, va ser ingressat amb pèrdua de massa encefàlica per ferida de bala. A les 21 hores es van apagar les llums de l'enllumenat públic de la zona i es va suspendre el servei telefònic durant 6 hores.
A les 22.20 hores en tres ambulàncies amb una forta custòdia de patrullers i motos i un metge forense en cadascuna d'elles, van treure als bascos de l'Hospital Filtro pel carrer Gualeguay, amb destinació a la base militar aèria de Carrasco. Dins el Filtro, alguns funcionaris van acomiadar als etarres entonant estrofes de l'Himne Nacional uruguaià. A les 23.45 hores, el Boeing 707 de la Força Aèria d'Espanya va sortir amb destinació a Madrid.
D'acord amb les xifres oficials va haver un mort, més de 100 civils ferits greus (15 d'ells de bala) i incomptables ferits lleus, entre ells 44 policies.

## Conseqüències
El 25 d'agost va ser expulsat de l'Uruguai el diputat Jon Idígoras, per les seves declaracions fetes nomenant el cas de Bèlgica, país que s'oposava a l'extradició. A la portaveu dels bascos, Agurtzane Delgado Iriondo, se li van concedir 6 hores per deixar el país, per incitar a la violència. Es van suspendre les emissions de les ràdios CX36 i CX44, acusades de "transmetre informació falsa i incitar a la violència". Finalment CX44 Ràdio Panamericana va ser clausurada.
El 29 d'agost la Federació Uruguaiana de la Salut va realitzar un acte i concentració enfront de l'Associació Espanyola on estava internat l'infermer Esteban Massa. El 7 de setembre es va portar a terme una interpel·lació parlamentària al ministre Gianola a la Cambra de Diputats. Gianola va ser protegit pel govern i la interpel·lació va tenir conseqüències polítiques.
Diario 16 va qualificar d'"extravagant" la reacció d'"alguns líders de l'esquerra uruguaiana donant suport als refugiats bascos". El periòdic El Mundo va assenyalar que "lamentablement molts uruguaians han identificat a aquests membres d'ETA amb una idea romàntica, veient en ells joves idealistes units que lluiten per la llibertat d'un poble oprimit i associant-los amb el mite de la guerrilla urbana dels anys 70, que encara exerceix una certa fascinació a l'Uruguai". Per la seva banda, l'ABC de Madrid va qualificar d'"espantall uruguaià" les demostracions de solidaritat amb els bascos i va assenyalar als "sagnants tupamaros" com els principals promotors de les mobilitzacions.